# Aicha vorm Wald
Aicha vorm Wald ist eine Gemeinde im niederbayerischen Landkreis Passau.

## Geografie

### Geografische Lage
Die Gemeinde liegt im Vorwaldgebiet des Bayerischen Waldes mit Anschluss an die Bundesautobahn 3 zwischen Passau (20 km) und Deggendorf (35 km). Außerdem liegt es 12 km von Vilshofen entfernt. Durch das Gemeindegebiet fließt die Gaißa, welche zwischen Schalding links der Donau und Passau in die Donau mündet.

### Nachbargemeinden
- Markt Windorf
- Gemeinde Tiefenbach (bei Passau)
- Gemeinde Neukirchen vorm Wald
- Gemeinde Fürstenstein
- Markt Eging am See

### Gemeindegliederung
Die Gemeinde hat 32 Gemeindeteile (in Klammern ist der Siedlungstyp angegeben):
- Aicha vorm Wald (Pfarrdorf)
- Arbing (Dorf)
- Bruck (Weiler)
- Ecking (Weiler)
- Edt (Weiler)
- Fickenhof (Weiler) [Siehe Anmerkung]
- Fickenhofmühle (Einöde)
- Frauenholz (Dorf)
- Ganharting (Weiler)
- Grieshof (Einöde)
- Gstöcket (Einöde)
- Hopsing (Einöde)
- Klingermühle (Einöde)
- Lehen (Weiler)
- Minsing (Dorf)
- Minsingermühle (Einöde)
- Mötzling (Dorf)
- Neusessing (Dorf)
- Niederham (Dorf)
- Nußbaum (Weiler)
- Pfarrhof (Einöde)
- Preßfurt (Weiler)
- Renholding (Dorf)
- Reuth (Einöde)
- Röcklmühle (Einöde)
- Schilding (Weiler)
- Stolzing (Weiler)
- Weferting (Kirchdorf)
- Weidenhof (Weiler)
- Wiening (Dorf)
- Wiesing (Dorf)
- Wollmering (Dorf)

Es gibt die Gemarkungen Aicha vorm Wald und Rathsmannsdorf.

Anmerkung:
Der Gemeindeteil Fickenhof erlangte aufgrund des unkonventionellen Namens via diverser Medien überregionale Bekanntheit.

## Geschichte

### Bis zur Gemeindegründung

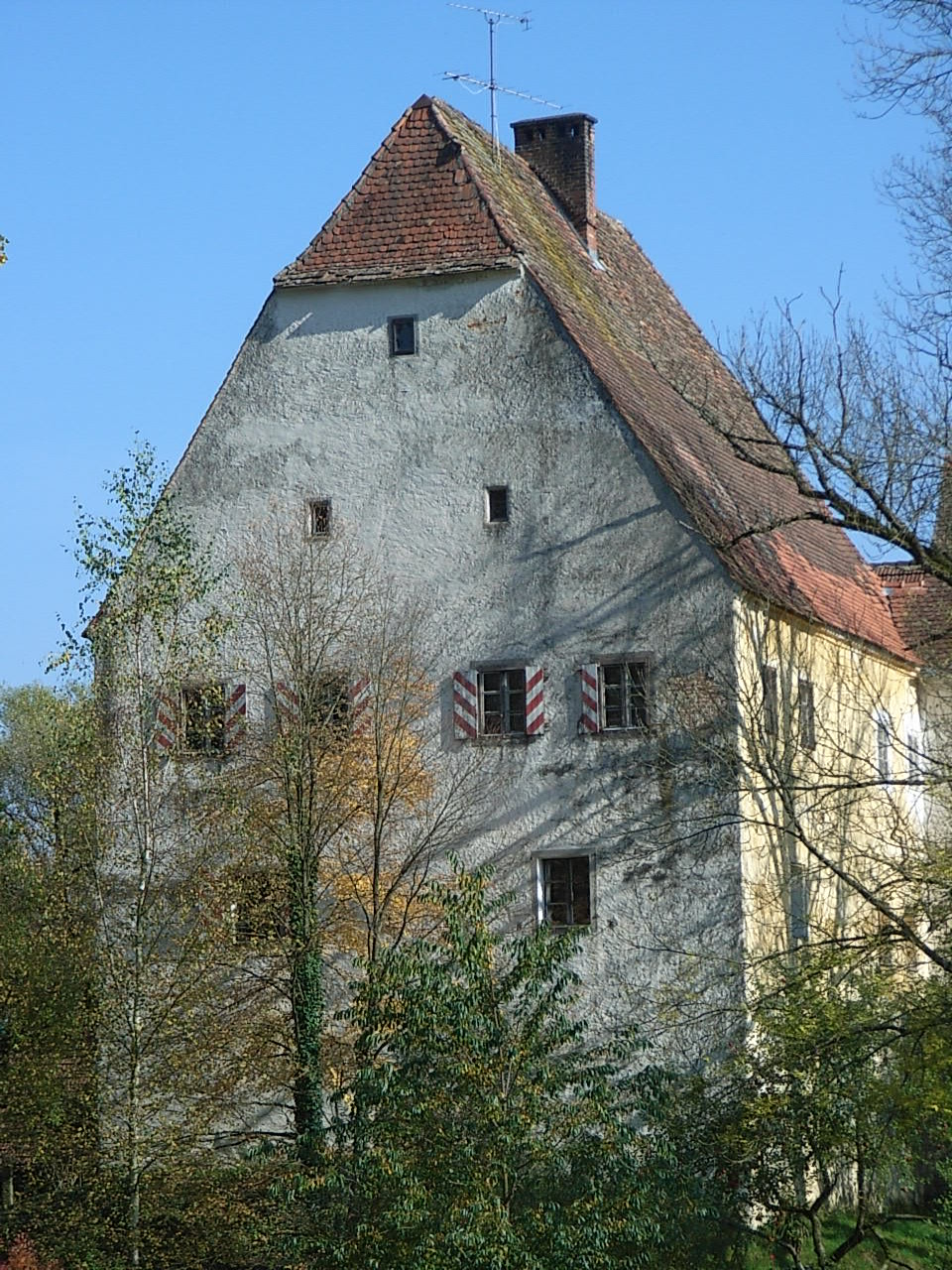
Schloss Aicha vorm Wald

Der Siedlungsname erscheint erstmals um 1150 als Eichehe. Etwa aus derselben Zeit stammen Belege als Aichakeirchen und Aichehechirchen, was auf eine Ansiedlung mit Kirche hinweist. Ursprünglich leitet sich der Name von dem althochdeutschen Wort eihhahi für „Eichenwald“ ab.
Um eine Verwechslung mit gleichnamigen Orten zu vermeiden, erfolgte ab ca. 1720 der Zusatz vorm Wald als Hinweis auf die Lage des Orts nahe dem Bayerischen Wald. 1742 besetzten österreichische und ungarische Truppen (Panduren) die Pfarrei Aicha. Sie brachten auch ansteckende Krankheiten, wie Ruhr und Pest mit sich.
Der Ort Aicha vorm Wald war Teil des Kurfürstentums Bayern und bildete die geschlossene Hofmark Aicha, deren Sitz das Schloss Aicha war. Im Zuge der Verwaltungsreformen in Bayern entstand mit dem Gemeindeedikt von 1818 die heutige Gemeinde.

### Eingemeindungen
Im Zuge der Gebietsreform in Bayern wurde am 1. Mai 1978 ein Teil des Marktes Windorf eingegliedert.

### Einwohnerentwicklung
Im Zeitraum 1988 bis 2018 wuchs die Gemeinde von 2052 auf 2401 um 349 Einwohner bzw. um 17 %.
| Jahr | Einwohner |
| ---- | --------- |
| 1961 | 1667      |
| 1970 | 1778      |
| 1987 | 2026      |
| 1991 | 2185      |
| 1995 | 2298      |
| 2000 | 2369      |
| 2005 | 2445      |
| 2010 | 2493      |
| 2015 | 2435      |

## Politik

### Gemeinderat
Der Gemeinderat besteht aus dem Ersten Bürgermeister und 14 Gemeinderäten.
Als Ergebnis der Gemeinderatswahl 2020 vom 15. März 2020 werden seit 1. Mai 2020 von der CSU 8 Gemeinderäte (55,9 % der Stimmen) und von der ÜW 6 Gemeinderatsmitglieder (44,1 % der Stimmen) gestellt.
| Parteien und Wählergemeinschaften                  | % 2020 | Sitze 2020 |
| -------------------------------------------------- | ------ | ---------- |
| CSU                                                | 55,9   | 8          |
| Überparteiliche Wählergemeinschaft Aicha vorm Wald | 44,1   | 6          |
| Gesamt                                             | 100,0  | 14         |
| Wahlbeteiligung in %                               | 58,1   | 58,1       |

### Bürgermeister
Erster Bürgermeister ist seit 1. Mai 2014 Georg Hatzesberger (CSU). Dieser wurde in der Stichwahl zum Nachfolger von Theodor Schuster (Freie Wähler) gewählt. Bei der Wahl am 15. März 2020 wurde er mit 80,6 % der Stimmen für weitere sechs Jahre gewählt.
Theodor Schuster wurde im Jahr 2002 Nachfolger von Siegfried Bürgermeister (CSU/Freie Wählerunion) und war 2008 mit 77,72 % in seinem Amt bestätigt worden.

### Finanzen
Die Gemeindesteuereinnahmen betrugen im Jahr 2012 1.496.000 Euro.

### Wappen
|                         | Blasonierung: „Schräglinks geteilt; vorne in Silber ein schräg liegendes grünes Eichenblatt, hinten in Silber drei rote Balken.“ |
| Wappenführung seit 1962 | |

### Gemeindepartnerschaften
- Großraming im Ennstal, seit 1979

## Wirtschaft

### Wirtschaft einschließlich Land- und Forstwirtschaft
Es gab 2013 1047 sozialversicherungspflichtig Beschäftigte am Arbeitsort. Sozialversicherungspflichtig Beschäftigte mit Wohnort Aicha vorm Wald gab es 923. Damit hatte die Gemeinde um 124 Personen mehr Ein- als Auspendler.
2010 gab es 25 landwirtschaftliche Betriebe. 2013 waren 1050 Hektar (51,6 %) der Gemeindefläche landwirtschaftlich genutzt, 666 Hektar (32,7 %) waren Wald. Die Siedlungsfläche betrug 286 Hektar (14,1 %).

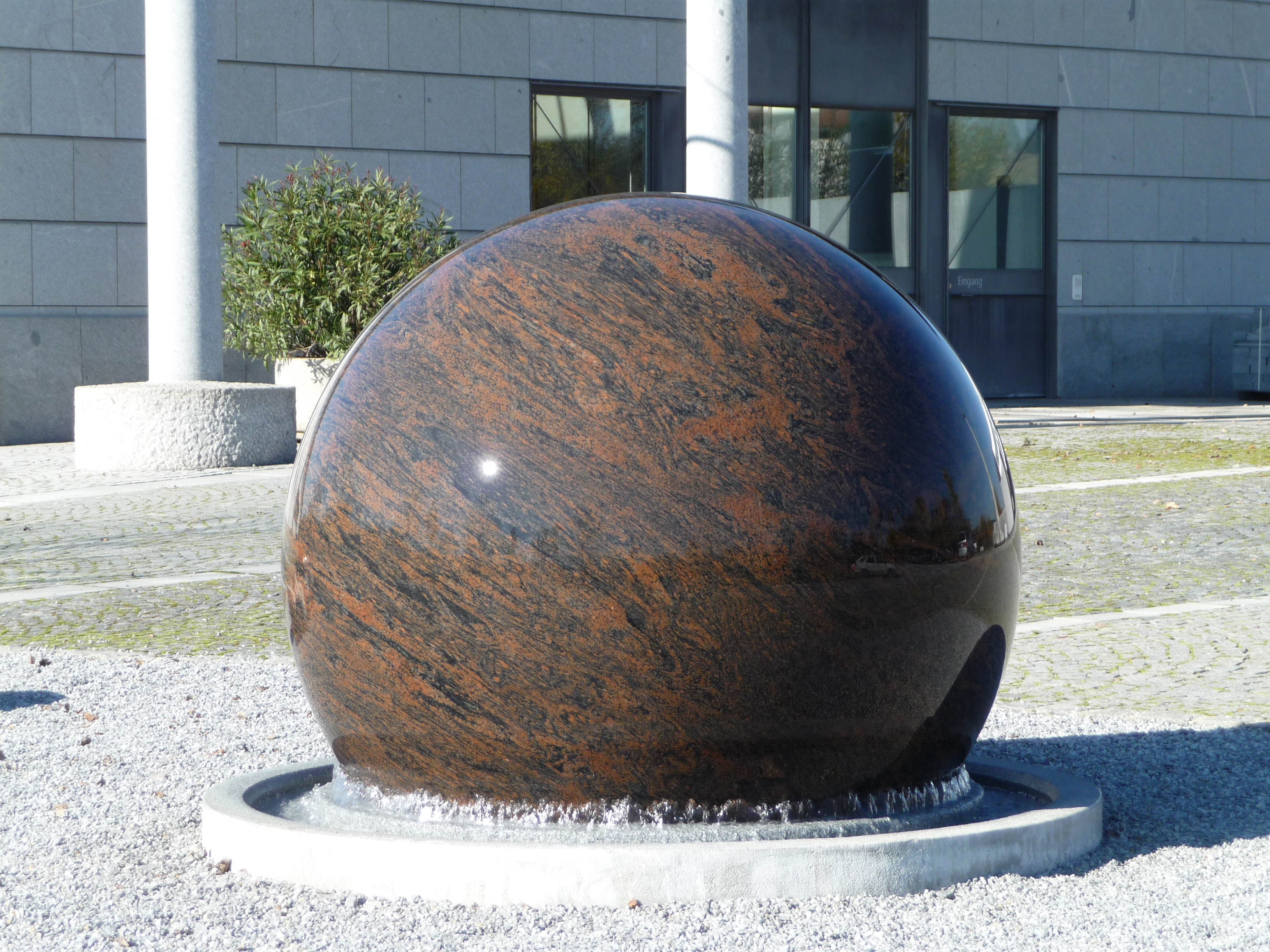
Steinkugel Aicha vorm Wald

In der Region befinden sich mehrere Granitsteinbrüche. Überregional ist die Firma Kusser Granit für ihre Steinkugeln bekannt.
Aicha vorm Wald war der Sitz des auf Leichtbauteile aus Aluminium und Magnesium spezialisierten Automobilzulieferers A-Kaiser GmbH, über dessen Vermögen im September 2021 trotz vorheriger staatlicher Unterstützung in Höhe von 12,5 Mio. € aus dem Wirtschaftsstabilisierungsfonds ein Insolvenzverfahren eröffnet wurde und der nachfolgend abgewickelt wurde.

### Verkehr
Die Gemeinde liegt an der Autobahn A 3 (Anschlussstelle 114). Über einen gut ausgebauten Autobahnzubringer gelangt man nach Hutthurm und in der Gegenrichtung bis ins Zentrum von Windorf. Die Strecke soll zukünftig von Hauzenberg bis nach Vilshofen an der Donau führen.

### Freizeit- und Sportanlagen
In Aicha vorm Wald ist seit 1992 die Groß-Diskothek Vulcano ansässig.
Außerdem befindet sich wenige Kilometer nördlich in Richtung Eging am See die Westernstadt Pullman City in Ruberting (zu Markt Eging am See).

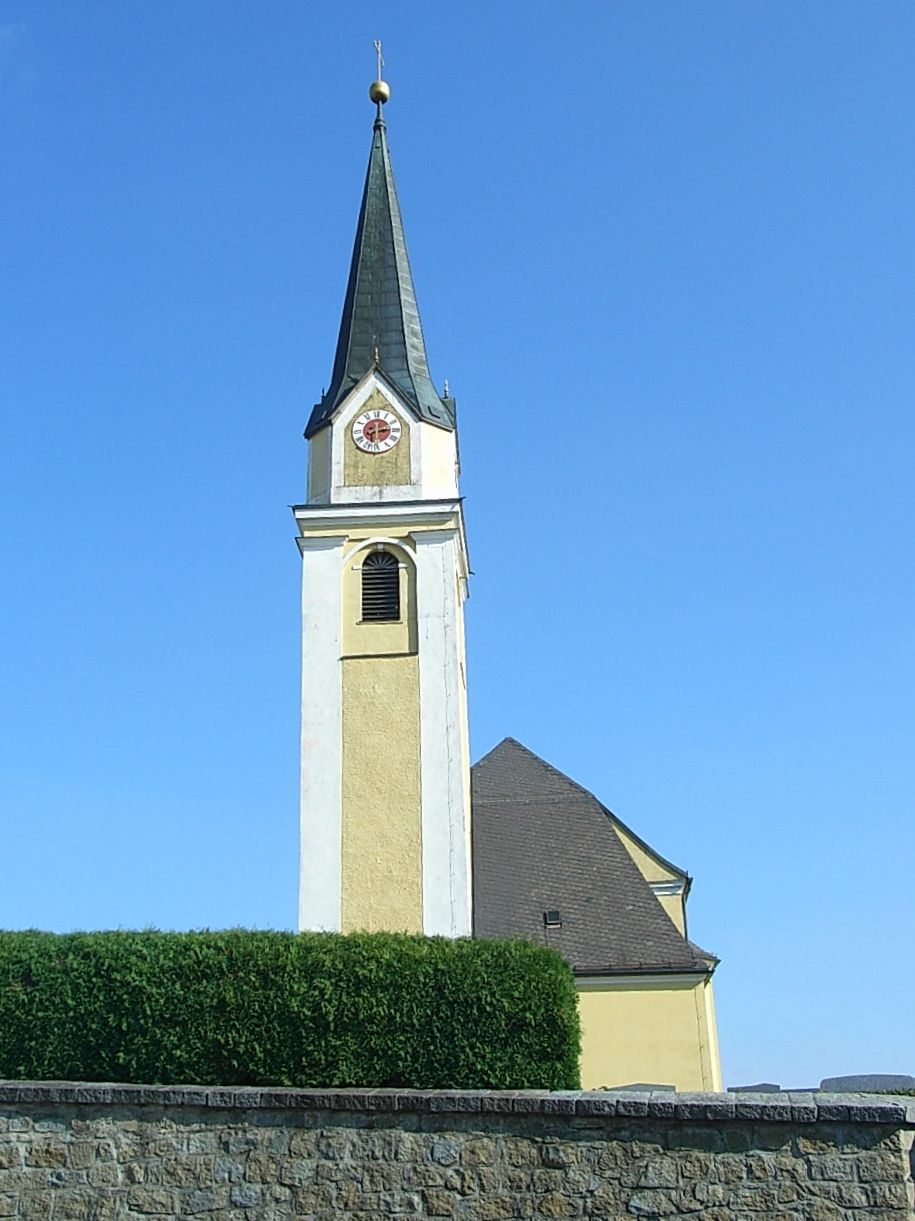
Die katholische Pfarrkirche St. Petrus und Paulus

## Baudenkmäler
- Schloss Aicha vorm Wald
- Die spätbarocke Pfarrkirche St. Petrus und Paulus wurde 1726 bis 1737 von Jakob Pawanger auf den mittelalterlichen Grundmauern erbaut. Das Gnadenbild der ehemaligen Wallfahrt ist eine spätgotische Marienfigur mit Kind. 1879 erhielt die Kirche anstelle der Zwiebelkuppe einen Spitzturm.
- Pfarrhof

## Bildung
Es gibt folgende Einrichtungen (Stand: 2013):
- Kindertageseinrichtung: 88 Plätze mit 75 Kindern
- Volksschulen: eine mit sechs Lehrern und 98 Schülern

## Persönlichkeiten
- Ludwig Erhard (1863–1940), deutsch-österreichischer Ingenieur und Museumsfachmann, geboren in Aicha vorm Wald
- Gabriele Weishäupl (* 1947), Tourismus-Managerin und Wiesn-Chefin, aufgewachsen in Aicha vorm Wald